# Переименованные населённые пункты Казахстана

## Акмолинская область
- Целиноградская область → Акмолинская область
- Кокшетауская область → Акмолинская область
- Алексеевский район → Аккольский район
- Балкашинский район → Сандыктауский район
- Вишневский район → Аршалынский район
- Державинский район → Жаркаинский район
- Краснознаменский район → Егиндыкольский район
- Макинский район → Буландынский район
- Щучинский район — Бурабайский район
- Енбекщильдерский район → район Биржан сал

| № | Прежнее название                              | Нынешнее название | Район          | Дата переименования                                                 |
| - | --------------------------------------------- | ----------------- | -------------- | ------------------------------------------------------------------- |
| 1 | 30 лет Казахстана                             | Тоганас           | Егиндыкольский | 27 октября 2010                                                     |
| 2 | Акимовка                                      | Кайракты          | Жаксынский     | [уточнить]                                                          |
| 3 | Акмолинск Целиноград Акмола Астана Нур-Султан | Астана            |                | 20 марта 1961 6 июля 1992 6 мая 1998 23 марта 2019 17 сентября 2022 |
| 4 | Александровка                                 | Жибек жолы        | Аршалынский    | 2007                                                                |
| 5 | Александровка                                 | Кенесары          | Бурабайский    | [уточнить]                                                          |
| 6 | Алексеевка                                    | Акколь            | Аккольский     | 1997                                                                |
| 7 | Багратионовское, ВНИИЗХ                       | Дамса             | Шортандинский  | [уточнить]                                                          |

- Александровка — Кенесары
- Баранкульский рзд. — Мирное — Достык
- Барышевка — Мыктыколь
- Белоцерковка — Аккайын
- Благодатное — Олжабай Батыра
- Богдановка — Алаколь
- Боевое — Жанатоган
- Борисовка — Вишневка — Аршалы
- Боровое — Бурабай
- Братолюбовка — Далабай
- Буденное — Кажымукан
- Вишневка — Караколь
- Водопьяновка — Акадыр
- Воробьевка — Сарыбулак
- Вороновка — Баянбай
- Восточное — Егиндыагаш
- Восточный — Бирсуат
- Вячеславка — Арнасай
- Гагаринское — Унгирли
- Гайдар — Караколь
- Гастелло — Карабайга
- Гусарка — Домбыралы
- Даниловка — Алтынды
- Двуречное — Сарыкоян
- Димитрово — Табигат
- Днепропетровское — Коржинколь
- Добромысловка — Калмакколь
- Донское — Андыкожа Батыра
- Дорофеевка — Акылбай
- Ейское — Керуен
- Елено-Константиновское — Байкальское
- Елизаветградское — Белое Озеро
- Елизаветинка — Бозайгыр
- Ерголка — Токтамыс
- Еркендык — Балуан Шолака
- Жанааул — Ангал Батыра
- Заборовка — Айдарлы
- Заря — Акжар
- Звенигородка — Тайбай
- Зерноградский — Коянды
- Ивановка — Жолболды
- Ивановское — Азат
- Измайловка — Курылыс
- Ильинка — Бестогай
- Ильинка — Караоткель
- имени XXI партсъезда — Шалгай
- имени Ленинского Комсомола — Зерноградское
- Инталы — Щорс — Наурызбай Батыр
- Интернациональное — Балыкты
- Искра — Кына
- Казгородок — Ульги
- Казгородок — Терсакан
- Калинино — Кара-Озек
- Калинино — Кызылсуат
- Карабулак — Карауыл Канай би
- Карамышевка — Шубарагаш
- Карла Маркса — Макпал
- Кенское — Талапсай
- Кзылжар — Жана-Турмыс
- Кзылту — Кайнар
- Кзыл-ту — с. им. Баубека батыра
- Кирово — Кзылсу
- Кирово — Коктал
- Климовка — Атамекен
- Ковыльное — Каракент
- Колоколовка — Караозек
- Комсомольский — Аккудук
- Комсомольское — Каражар
- Коргальджино — Коргалжын
- Красноводское — Айнаколь
- Красногвардейское — Булакты
- Красное — Кызылжулдыз
- Краснознаменское — Егиндыколь
- Красный Бор — Талкара
- Красный Кордон — Тастыозек
- Красный Маяк — Сеппе
- Красный Флаг — Оразак
- Курма — им. Кажимукана
- Курское — Жебирколь
- Кызылжар — Жана-Турмыс
- Кызылказахстан — Балапан
- Ладыженка — Тлекей — Есенкельды
- Ленинское — Куншалган
- Ленинское — Сулуколь
- Лидиевка — Тастыадыр
- Линеевка — Теректи
- Лосевка — Богенбай бия
- Луговое — Тасты
- Лукашевка — Егемен
- Любицкое — Актобе
- Малиновка — Акмол
- Мартыновка — Жалтырколь
- Митрофановка — Бейса Хозирета
- Московское — Акшиганак
- совхоз Вишневский — Мичурино — Акбулак
- совхоз Кокчетавский — Акколь
- Нахимовка — Куймак
- Нововладимировка — Булаксай
- Новодолинка — Аксуат
- Новомариновка — Суйынбай
- Новоникольск — Кумдыколь
- Новое — Бесбидаик
- Ново-Лохвицкий — Костычево
- Новопетропавловка — Каражар
- Новостройка — Жана Жайнак
- Октябрь — Кзылжар
- Октябрь — Желтау
- Орловка — Салкынтобе
- Острогорка — Улан
- Отрадное — Аккул баба
- Павловка — Еркиншилик
- Павлоградка — Сарыколь
- Пахарь — Карлыколь
- Первомайское — Ескенежал
- Победа — Баракколь
- Подзаводск — Кызылкайнар
- Подлесное — Байтерек
- Покровка — Ак-Мечеть
- Политехник — Сапак
- Пригородное — Каракемер
- Придорожное — Акбулак
- Приозерное — Жалгызкарагай
- Приозерное — Родина
- Приречное — Акжар
- Прохоровка — Байсуат
- Пухальское — М. Габдуллина
- Пятигорское — Айголек
- Пятихатка — Кызылтал
- Раздольное — Бирсуат
- Раздольное — Баршолак
- Речное — Кызылкайын
- Ржищево — Балыкты
- Родионовка — Отемис
- Рождественка — Кабанбай Батыра
- Ромадан — Кирово
- Романовка — Р. Кошкарбаева
- Ростовка — Кумсуат
- Сафроновское — Алтайское
- Свободное — Мереке
- свх. им. Титова — Шойындыколь
- Селетинское — Селета
- Сергеевка — Орнек
- Советское — Аксу
- свх. им. КазЦИК — Советское — Бектау
- Сосновка — Карагай
- Соц. Казахстан — Каражар
- Сочинское — Курметсай
- Стаханово — Карагайлы
- Степной — Дауылбай
- свх. Одесский — Степок — Карасай
- Таганрогское — Ключи
- Тимофеевка — Акмырза
- Трудовое — Енбек
- Трудовое — Актас
- Тургеневка — Турген
- Ушаковское — Узункольское
- Фрунзе — Кзылыагаш
- Херсоновка — Костомар
- Целинное — Ушбулак
- Чудное — Чапаевское
- Чапаево — Балуанколь
- Челкар — Егиндыколь — Шалкар
- Черноярка — Каражар
- Черняховское — Кырыккудук
- Юбилейное — Кызылтогай
- Ярославка — Шекербулак

## Актюбинская область
- Кандагачский район → Мугалжарский район
- Комсомольский район → Айтекебийский район
- Ленинский район → Каргалинский район
- Новороссийский район — Хромтауский район
- Челкарский район → Шалкарский район
- 13 лет Казахстана — Куандык
- 30 лет Казахской ССР — Шенгельши
- 3-й Интернационал — Талдыбулак
- Александровка — Ш. Калдякова
- Алексеевка — Жарсай
- Алимбетовка — Алимбет
- Алипбайсаем — Алия
- Амангельды — Басшили
- Анастасьевка — Бозтобе
- Андреевка — Кызылжар
- Астрахановка — Жанаталап
- Байганин — Карауыкельды
- Баршакум — Казахстан
- Березовка — Жездыбай
- Березовка — Каиндысай
- Благовещенка — Аксай
- Благовещенское — Ащысай
- Благодарное — Кызылжар
- Богословка — Ключевое — Богословка — Ушкудык
- Бородиновка — Кайракты
- Бородиновка — Шыгырлы
- Брусиловка — Каракемер
- Вознесеновка — Курайлы
- Восток — Коктобе
- Восточное — Сулуколь
- Голубиновка — Коктогай
- Григорьевка — Ашилисай
- Дмитриевское — Кобелей
- Ефремовка — Карагансай
- Жанакурылыс — Жаныс би
- Жданово — Жыланды — Караши
- Зелёный Дол — Кокуй
- Знаменское — Басшили
- Золотоношенский — Илек
- Ивановка — Тиккайын
- Ильинка — Акай
- Казанка — Казан
- Каир — Монкеби
- Ильинский — Калинино — Каралатсай
- Калиновка — Акбулак
- Каменный Карьер — Таскожа
- Кызыласкер — Жынгылдытогай
- Кызылжар — Курлыс
- Кзылпартизан — Акши
- Кзылту — Егендыбулак
- Коминтерн — им. Кулумбетова — Кутыколь
- Коминтерн — Аккаиын
- Компрессорное — Кауылжыр
- Комсомольское — Темирбека Жургенова
- Копа — Алтай Батыра
- Красноярский — Кызылжар
- Кредиковка — Аккудук
- Кувандык — 13 лет Казахстана
- Кузнецовск — Колденен Темир
- Ленинское — Жамбыл
- Ленинское — Косестек
- Линовицкое — Киялы
- Лохвицкое — Булаксай
- Луговое — Жеруйык
- Матвеевка — Жарбутак
- Михайловка — Курсай
- Михайловка — Караколь
- Моисеевский — Енбек
- Молодёжное — Тамды
- Молочное — Акадыр
- Нагорное — Саржансай
- Новая Жизнь — Кумсай
- Новая Москва — Жайылма
- Новоалександровка — Отек
- Новоалексеевка — Карагандысай
- Новоалексеевка — Хобда
- Нововведенка — Шандыаша
- Новогоднее — Кайынды
- Новодонцы — им. Егизата
- Новомихайловка — Байнасай
- Новонадеждинка — Жарсай
- Новороссийское -Акжар
- Новосергеевка — Кумсай
- Новостепановка — К. Нокина
- Новоукраинка — Талдысай
- Новофедоровка — Акмоласай
- Новый — Жанаконыс
- Октябрьск → Кандагаш
- Октябрьское — Кайнар
- Павловка — Есет батыра Кокиулы
- Перелюбовка — Аксай
- Петровка — Аксазды
- Покровка — Сагашили
- Приозерное — Акколь
- Прогресс — Маржанбулак
- Просторная — Жазык
- Псковский — Айке
- Пятигорка — Бестау
- Родники — Булакты
- Рождественское — Бирлик
- Романовка — Шиели
- Ропповка — Байтак
- Рыбаковка — Жанажол
- Саркамыс — М. Шыманулы
- Северное — Теренсай
- Сергеевка — Тепсен Карабулак
- Соленое — Кауылжар
- Союзное — Ушкатты
- Ставрополь — Байганин
- Степановка — Курмансай
- Степное — Кокпекти
- Степь — Карабулак
- Стоковое — Теректы
- Студенческое — Борте
- Сусановка — Онгар
- Сухиновка — Абай
- Тельман — Аманколь
- Троицкое — Тассай
- Украинка — Кайранколь
- Урожайное — Актасты
- Успеновка — Терсаккан
- Хабаловка — им. И. Билтабанова
- Херсон — Акжайык
- Херсоновка — Казакай
- Целинное — Кокпекты
- Чайда — Шанды
- Чапай — Байжанколь
- Черемушки — Торайгыр
- Черкасский — Отек
- Черноводск — Каракудук
- Шевченко — Миялыколь
- Шибаевка — Нурбулак
- Щербаковское — Талдысай
- Эмба-5 — Жем
- Эрзерум — Сарыбулак
- Юбилейный — Алтынды
- Южное — Коянкулак
- Яйсан — Жайсан
- Ярославское — Жамбыл

## Алматинская область
- Нарынкольский район — Райымбекский район
- Кировский район — Коксуский район
- Каскеленский район — Карасайский район
- 10 лет Каз. ССР — Жамбыл
- 12 декабря — Жапек батыра
- 15 лет КазССР — Казахстан
- 25 лет Целины — Береке
- 30 лет КазССР — Надиризбек
- 50 лет КазССР — Селекционный — Мерей
- XIX Партсъезд — Жамбыл
- Абакумовка — Джансугуров — Жансугуров
- Авангард — Раимбек 2
- Авангард — Булакты
- Агарту — Козыбаев
- Актюбинский канал — Ширин
- Алатау — Даулет
- Александровка — Саймасай
- Алмалинка — Алмалы
- Алмалы — Жалменды Би
- Анатольевка — Ащибулак
- Андреевка — Кабанбай
- Антоновка — Алмалы
- Антоновка — Койлык
- База КНИИЖ — Мынбаев
- Белокаменка — Актасты
- Березовка — Коржымбай
- Биокомбинат — Енбекши
- Бодеты — Кепебулак
- Буденное — Матая Баисова
- Бурундай — Боралдай
- ВАСХНИЛ — Кайнар
- Веселое — Шатырбай
- Винсовхоз — Ащибулак — Мухаметжан Туймебаева
- Воронцовка — Натарово
- Ворошилово — Талас
- Восток — Сулусай
- Восход — Долан
- Вторая Пятилетка — Алатау
- Гагарино — Альмерек
- Герасимовка — Сапак
- Глиновка — Ушбулак
- Голубев Запор — Чимбулак
- Голубиновка — Жайнак батыра
- Горно-Октябрьское — Коктобе
- Горный — Танбалытас
- Горный Гигант — Красное Поле — Гульдала
- Горный Садовод — Бескайнар
- Городок ИЗР — Рахат
- Дальний Восток — Ескельди би
- Дзержинский — Актас
- Дзержинское — Бесагаш
- Дзержинское — Токжайлау
- Дзержинское — Кызылжар
- Дзержинск — Сапак
- Дендрарий — Актогай
- Десять лет КазССР — Жамбыл
- Дмитриевка — Шиликемер
- Дмитриевка — Байсерке
- Дмитриевка — Диханкайрат
- Долатты — Ардолайты
- Достижение — Кокдала
- Дружба — Достык
- Дружба — Достык
- Ельтай — Каражиде
- Жагатал — Казахстан
- Жаркент — Кырыккудык
- Жаршапкан — Талапты
- Жданово — Еркин
- Жанатурмыс — Имени Ж. Кайыпова
- Женис — Маулимбай
- Зайцевская — Шелек
- Заречное — Актоган
- Заречное — Мойнак
- Заря — Отенай
- им. Валиханова — Копа
- им. Дзержинского — Кызылжар
- им. Калинина — Сатай
- им. Кирова — Таскудук
- им. Кирова — Кокжайдак
- им. Чапаева — Карагайлы
- им. Энгельса — Карасаз
- Известковое — Коктобе
- Интернациональное — Айтей
- Казанско-Богородское — Узынагач — Узун-Агач — Узынагаш
- Каз. МИС — Теректы
- Казсельхозтехника — Байтерек
- Казстрой — Береке
- КазЦИК — Аскар Токпанов
- Кайназарка — Кайназар
- Кайрат — Колхозшы
- Калинина — Сатай
- Калинино — Туздыбастау
- Калинино — Басши
- Калиновка — Коктобе
- Калиновка — Талдыбулак
- Каменка — Таусамалы
- Камышзавод — Жидели
- Капальское — Тамбапал — Акын Сара
- Карабулак — Кенес
- Каракастек — Суюнбая
- Карасу — Сарыбай би
- Каратальское — Караталды
- Каратурык — Ащисай
- Карашиган — им. Мукана Тулебаева
- Каргалинка — Каргалы
- Карла Маркса — Караарша
- Карла Маркса — Алемды
- Каскелен — Карасай
- Кегенский — Кокпияз
- КИЗ — Алмалыбак
- Кирово — Умбеталы Карибаева
- Кирово — Еркин
- Кирово — Жетысу
- Кирово — Таскудык
- Кировск — Толе-би
- Кировский — Балпык
- Ключевое — Кайнарлы
- Ключевое — Кокжазык
- Ключи — Карабулак
- Кокозек — Сауырык батыра
- Коксай — Шалкоде
- Колпаковское — Дзержинское — Токжайлау
- клх. 30 лет Казахстана — Карасу
- Коммунизм — Жайпак
- Комсомол — Ащибулак
- Комсомол — Жайнак
- Комсомольское — Колбай
- Константиновка — Кокжар
- Кошкар — Талас
- Красный Восток — Акжар
- Красный Восток — Орикти
- Красногоровка — Карымсак
- Красный Восток — Канабек
- Красный Октябрь — Кызыл Октябрь - Оркусак
- Красный Рыбак — Шубартубек
- Кривошеевка — Куренбел
- Круглое — Куренбел
- Крупское — Имени Бактыбая Жолбарысулы
- Куйбышево — Карасай
- Куликовка — Сарыбулак
- Кульжинское — Нияз
- Кызыларык — Мусабек
- Кызылащи — Жумахан Балапанов
- Кызыл Джамбул — Аккудык
- Кызылказахстан — Кайнар
- Кызылту — Барлыбека Сырттанова
- Кызылту — Жибек Жолы
- Кызылжиде — Актоган
- Ленинка — Аккаин
- Ленинский Путь — Бастобе
- Ленино — Толе би
- Ленино — Каратобе
- Ленино — Мамбет
- Лепсинск — Лепси
- Лесновка — Талды
- Луговое — Терысаккан
- Майское — Каратума
- Малиновка — Теректы
- Маловодное — Байдибек бия
- Малогоровка — Боктерли
- Малый Жаланаш — Акай Нусипбекова
- Масак — Казтая Ултаракова
- Междуреченское — Аксай
- Менжин — Батан
- Милянфан — Кызылжиде — Актоган
- Мирное — Кумтоган
- Мирное — Остемир
- МОПР — Кайнар
- Мукры — Акын Калка
- Мичурино — Бельбулак
- Молодёжный — Имени Головацкого
- Надеждинская — Иссык — Есик
- Надеждовка — Коныр
- Нижнеалексеевка — Космос
- Николаевка — Акжар
- Николаевка — Жетыген — Алатау
- Николаевка — Куйган
- Нияз — Кульжинское
- Новоалексеевка — Байтерек
- Новоилийск — Капшагай — Конаев
- Новопокровка — Алмалы
- Новороссийское — Касымбек
- Новостройка — Алмалы
- Новостройка — Талапкер
- Новая Жизнь — Киши Тобе
- Новый — Косозен
- Новый — Рахат
- Новый Мир — Жылыбулак
- Обуховка — Булакты
- Октябрь — Жарлыозек
- Октябрь — Ортатобе
- Октябрь — Теректы
- Октябрь — Нура
- Октябрь — Туменбай
- Октябрьское — Иргели
- Октябрьское — Хусаина Бижанова
- Осиновка — Теректы
- Панфилов — Жаркент
- Первомайское — Бекболат Ашекеев
- Первое Мая — Актобе
- Первое Мая — Кокпекти
- Петропавловка — Актума
- Петровка — Сункар
- Пиджим — Атамекен
- Плодоягодное — Шалкар
- Подгорное — Кыргызсай
- Покатиловка — Екиаша
- Покровка — Кенен Азербаев
- Политотдел — Жалпаксай
- Политотдельское — Алмалыбак
- Привольное — Даулет
- Приморец — Ушкомей
- Прогресс — У. Каиырбаев
- Пролетарий — Бирлик
- Прудки — Аккайнар
- Прудхоз — Кольди
- Прямой Путь — Иргели
- Путь Ильича — Коксай
- Радиоцентр № 5 — Коктерек
- Развильное — Жаналык
- Раздольное — Кендала
- Рахат — Мадениет
- Романовское — Коктерек
- Рославльский — Матибулак
- Рыбачье — Камыскала
- Садовое — Ешкиолмес
- Самойловка — Бостандык
- Саратовка — Кызылкаин
- Свердлово — Киши Байсерке
- свх. 50 лет Октября — Бирлик
- свх Левобережный — Карабулак
- свх. Гвардейский — Айдарлы
- свх. Плодоягодный — Шалкар
- Селекция — Колди
- Сергеевка — Бесмойнак
- Совет — Кызылжар
- Соколовка — Каргалы
- Социалды — Кайнар
- Соцказахстан — Ж. Кайыпов
- Соцжол — Борибай би
- Стаханово — Улан
- Стройплощадка — Толкын
- Талап (Амангельды) — Сураншы батыр
- Таран — Имени Балгабека Кыдырбекулы
- Таутургень — Кулмамбет ауылы
- Таусугур — Таукаратурык
- Тельмана — Карашенгель
- Тельман — Сырымбет
- Тонкерис — Ашим
- Третья Пятилетка — Надиризбек
- Троицкое — Кокжазык
- Улькенагаш — Аулиеагаш
- Ульяновское — Ынтымак
- Узун-Агач — Казыбек бека
- Урицкое — Акбастау
- Успеновка — Бибакан
- Фабричный — Каргалы
- Фрунзе — Туганбай
- Фурманово — Бериктас
- Фурманово — Ушкаин
- Хрущевка — Топар
- Холмогоровка — Шаган
- Царицынское — Будённовское
- Целинное — Акын Сара
- Чапаево — Карагайлы
- Чапаево — Коктоган
- Чапаево — Байкент
- Чемолган — Ушконыр
- Черкасское — Черкасск
- Чистопольское — Актубек
- Чкалово — Шубар
- Шанханайская РТС — Майтобе
- Шиликемер — Нургиса Тлендиев
- Энгельс — Жетыжал
- Энергетик — Нурлытау
- Энергетик — Таусамалы
- Энергия — Алмалы
- Энергетический — Отеген-Батыр
- Юбилейное — Кольсай
- Яблоневый Сад — Баганашыл

## Атырауская область
- Гурьевская область — Атырауская область
- Баксайский район — Махамбетский район
- Денгизский район — Курмангазинский район
- Эмбинский район — Жылыойский район
- Гурьев — Атырау
- аул № 8 — Акжайык
- аул № 11 — Октябрьское — Есбол
- аул № 13 — Ортакшыл
- аул № 15 — Енбекшил
- аул № 17 — Алга
- Байда — Бокейхан
- Баксаевский — Актогай
- Богатый — Амангельды
- Ганюшкино — Курмангазы
- Ганюшкинтобе — Жасталап
- Горы — Аккала
- Гран — Оркен
- Гребенщиково — Ынтымак
- Дальний — Акжар
- Екпендекурлус — Коныртерек
- Жанажол — Кошалак
- Забурунье — Зинеден
- Зелёное — Коктогай
- имени Фурманова — Мынтобе
- Канал — Бала Ораза
- Каражар — Енбекши — Жумекен
- Кармановка — Кенорис
- Каспаркино — Кумаргали
- Киров — Дашин — Хиуаз
- Кобяково — Даулеткерей
- Ковалево — Даулет
- Корейский — Коптогай
- Кулагино — Есбол
- Курилкино — Кокарна
- Кызылоба — Гизата Алипова
- Ленинградское — Аксай
- Мартышкино — Шайхы
- ММС — Арна
- МТФ им. Калинина — Каспий
- Новобогатинское — Камыскала — Хамита Ергалиева
- Новый Асан — Асан
- Новый Уштаган — Уштаган
- Ногайбай — Алга
- Опытное Поле — Сарайчик
- Память Ильича — Береке
- Придорожное — Бирлик
- Приморье — Тениз
- Редуть — Талдыколь
- Рембаза — Балыкши
- село Атырау — Кызыл-Балык
- Сорочинко — Аккайын
- Соцжол — Курмангазы
- Талдыарал — Иманово
- Татарское — Жамбыл
- Тополи — Топайлы — Отешкали Атамбаева
- Туманный — Томан
- Утера — Бирлик
- Холодильниково — Акжайык
- Чапаево — Тущыкудык
- Чкалово — Бейбарыс
- Шыгырлы — Нуржау
- Яманхалинка — Махамбет

## Восточно-Казахстанская область
- 1 мая — Жоғары Егінсу
- Аксаковка — Көлденен;
- Александра Невского — Қарақожа
- Алексеевка — Жанаауыл
- Алексеевка — Қазымбет
- Алексеевка — Теректы
- Андреево — Жанатилеу
- Арбузное — Карагайлы
- Архиповка — Қайнарлы
- Багратионовка — Қойтас
- Батуринка — Иирли
- Белая Школа — Ақмектеп
- Белое — Ақсу
- Березовка — Бозтал
- Благодарное — Келдімұрат
- Бобровка — Тосқайын
- Большая Буконь — Үлкен Бөкен
- Большенарымское — Үлкен Нарын
- Б. Владимировка — Бесқарағай
- Большевик — Тассай
- Буденновка — Тосқайын
- Буденное — Бозой
- Васильевка — Мамай Батыр
- Васильковка — Батыр Капай
- Верхнеберезовка — Каинды
- Верх-Катунь — Акшарбак
- Владимировка — Балыктыбулак
- Воздвиженка — Укиликыз
- Вознесеновка — Бирлик
- Воронцовка — Жарык
- Ворошилово — Шалкар
- Восток — Каинды;
- Высокогорка — Карабулак
- Георгиевка — Калбатау
- Горное — Акбулак
- Горняк — Желдиозек
- Громовка — Конырбиик
- Дарственное — Барак батыра
- Дивенка — Жансары
- Дирижабль — Кызылсу
- Екатериновка — Акжартас
- Завидное — Айыртау
- Засимовка — Кызылкаин
- Зелёное — Алгабас
- Знаменка — Аксауле — Акшаули
- Зубовка — Первороссийск
- Зыряновск — Алтай
- Жарбулак — Кабанбай
- Жданово — Речное
- Жданово — Екпин
- Ивановка — Кокжайык
- Игоревка — Сулусары
- Ильинка — Бирликшил
- Ириновка — Кокозек
- Казнаковка — Кулынжон
- Калинино — Егиндыбулак
- Каменка — Мойылды
- Карл Маркс — Коктубек
- Карповка — Узынжал
- Кзыл Жулдыз — им Айтбая
- Кзылказах — Кабанбай
- Кирилловское → Кировка — Каратума
- Кирово — Жаналык
- Ковалевка — Баймурат
- Комсомол — Жетыарал
- Комсомольское — Шаган
- Криуши — Аршалы
- Крупское — Кабанбай
- Левобережный — Жаркын
- Лениногорск — Риддер
- Луговое — Шариптогай
- Маковка — Салкынтобе
- Малая Буконь — Киши Бокен
- Малороссийка — Жумба
- Маралиха — Маралды
- Мариновка — Былкылдак
- Медведка — Белкарагай
- Мелитополь — Талапкер
- Мирный — Коктерек
- Михайло-Архангельское — Ленинка — Сагыр
- Михайловка — Кызылагаш
- Мичуринское — Кенсай
- Молодёжный — имени Касыма Кайсенова
- Московка — Мойылды
- Некрасовка — Сегизбай
- Нижняя Еловка — Карагайлыбулак
- Никитинка — Бозанбай
- Николаевка — Кентарлау
- Николаевка — Моиылды
- Нов. Бухтарма — Жаньа Буктырма
- Новая База — Жаркын
- Ново-Андреевка — Баркытбел
- Ново-Николаевка — Карагайлы
- Новоберёзовка — Алтынбел
- Новообухово — Каракол
- Новореченск — Жанаозень
- Ново-Тимофеевка — Сарыбел
- Новотроицкое — Карабуйрат
- Огнево — Каражал
- Октябрь — Кайнар
- Октябрьский — Еспе
- Олеговка — Акой
- Ордынка — Жидели
- Орловка — Шапагаты
- Остриковка — Костобе
- Пантелеймоновка — Шубаркайын
- Парамоновка — Кундызды
- Парковое — Акмарал
- Первомайское — Ушбиик
- Переятинка — Укили
- Петровское — Кызылбулак
- Петропавловка — Каргалы
- Печи — Барлық
- Платово — Сарытау
- Подгорное — Жыланды
- Покровка — Бактакты
- Покровка — Каражал
- Покровка — Манырак
- Предгорное — Сас
- Предгорное — Алтыншокы
- Прииртышье — Игилик
- Приозерное — Тугыл
- Приречное — Алтай
- Прохладное — Тасбулак
- Пугачево — Ушбулак
- Раздольное — Сарыолен
- Репинка — Караколь
- Рожково — Биржан
- Романовка — Ажа
- Рюриковское — Сарыолен
- Саратовка — Койтас
- Свободное — Сентас
- Семеновка — Карабас
- Семипалатинск — Семей
- Семиярка — Жетижар
- Сергеевка — Кайнар
- Сергиополь — Мамырсу
- Скалистое — И. Айтыков
- Славянка — Кайнды
- Солдатский Хутор — Карамойыл
- Солнечный — Шуак
- Сорвенок — Бугымуиз
- Сосновка — Жылгыз-Карагай
- Сосновка — Ерназар
- Социал — Каргыбал
- Терентьевка — Каратобе
- Точка — Б. Утепов
- Троицкое — Салкынтобе
- Успенка — Акжайлау
- Фадиха — Маралды
- Филипповка — Шымылдык
- Фыкалка — Бекалка
- Чайковка — Жазык
- Чаловка — Талды
- Чапай — Танамырза
- Чарск — Шар
- Черемушка — Ушбулак
- Черниговка — Наймансары
- Черновая — Аккайнар
- Черняевка — Калжыр
- Шереметьевка — Аркат
- Шереметьевка — Жарыктас
- Щербаковка — Кызымшек
- Юбилейное — Кокбастау
- Юбилейный — Боке
- Юбилейный — Достык
- Южный — Жана Тилек
- Язевка — Караайрык
- Язовая — Жазаба
- Яры — Егинды

## Жамбылская область
- Свердловский район — Байзакский район
- Луговской район — Рыскуловский район
- Чуйский район — Шуский
- 40 лет Победы — Байтели
- 60 лет Октября — Бестам — Турымкул
- Актобе — Имени Балуана Шолака
- Алексеевка — Кольтоган
- Амангельды — Кокбастау
- Амангельды — Таттибая Дуйсебайулы
- Амангельды — Тамабек
- Андреевка — Алатау
- Андреевка — Болтирик
- Андреевка — Туркестан
- Аспара — Акермен
- Багара — Торткул
- Байкадам — Саудакент
- Бирлестик — Салимбай Прманов
- Благовещенка — Тасбастау
- Благовещенка — Кайнар
- Большевик — Актоган
- Братское — Шинбулак
- Будённовка — Туймекент
- Будённое Арыстанды
- Бурное — Бауыржан Момышулы
- Бурно-Ивановское — Бурно-Oктябрьское — Нурлыкент
- Вознесеновка — Ворошиловка — Ленина — Кемер — Конаева
- Ворошилово — Капал
- Ворошилова — Мынказан
- Гагарино — Туктибай
- Георгиевка — Кордай
- Головановка — Костобе
- Головачевка — Айша биби
- Горноникольское — Коктобе
- Гослесопитомник — Торегельды
- Гуляевка — Фурмановка — Мойынкум
- Джамбул — Тараз
- Дунгановка — Жалпак-тобе
- Евгеньевка — Кольбастау
- Енбек — Сенкибай
- Жамбыл — Акжар
- Жанаарык — Узакбай Сыздыкбаева
- Жанасаз — Абай
- Жасулан — Имени Назарбекова Айтбая
- Жданово — Кызылдикан
- Жданово — Т. Рыскулова
- Жданово — Имени Шакирова
- Заимка — Булар батыра
- Зыковка — Журымбай
- Ильич — Кумтиын
- Ильич — Акбулым
- им. Ворошилова — Мынказан
- им. Жданова — Жданово — Т. Рыскулов
- им. Кирова — Сурат
- Казанка — Карикорган
- Калинино — Кокдонен
- Калинино — Амансай
- Камысстрой — Жайсан
- Кантемировка — Кошкарата
- Каратау — Есей би
- Карла Маркса — Имени Кылышбай Ержанулы
- Карла Маркса — Маятас
- Кастальевка — Косболтек
- Кенес — Ертай
- Кенес — Отеген
- Кирово — Аккайнар
- Кирово — Байдибек
- Кишмиши — Аухатты
- Коминтерн — Биназар
- Коммунар — Игилик
- Комсомол — Кызылаут
- Королевка — Жибек Жолы
- Красная Заря — Байзак
- Красная Заря — Турлыбай Батыр
- Красногорка — Улькен Сулутор
- Краснооктябрьское — Акарал
- Кременевка — Шакпак ата
- Кузьминка — Сарымолдаева
- Кулакшино — Кулакшын
- Курдай — Музбель
- Курдай-Павловка — Белашово
- Кызылжар — Кошек батыра
- Кызылотау — Кушаман
- Кызыл-Ту — Тескентоган
- Кызылту — Кокжелек
- Кызылту — Имени Абжапара Жилкишиева
- Лапшино — Тассай
- Ленин — Имени Рахима Сабденова
- Ленинжолы — Акжол
- Ленино — Аймантобе
- Ленино — Жаилма
- Ленинский путь — Абдыкадыр
- Ленинское — Динмухамеда Кунаева
- Ленинское — Дикан
- Луговое — Кулан
- Луговое — Курык
- Луначарское — Ырысбек Батыр
- Любимовка — Космурат
- Малоархангельское — Красный Октябрь — Сулуторы
- Марьяновка — Актоган
- Матыбулак — имени Кенена Азербаева
- Маяк — Майбулак
- Михайловка — Сарыкемер
- Михайловка — Имени Карасай батыра
- Некрасовка — Актасты
- Николаевка — Шапырашты
- Новоалександровка — Керу
- Нововознесеновка — Коктобе
- Нововоскресеновка — Коктобе — Андас батыра
- Новоивановка — Жетыбай
- Новониколаевка — Байзак
- Новопокровка — Актобе
- Новотроицкое — Толе би
- Новый Путь — Жанажол
- Октябрь — Имени Оразалы батыра
- Октябрь — Кожагаппар
- Октябрь — Байтерек
- Октябрь-Жемис — Шокай
- Октябрь-Чарва — Каракат
- Октябрьское — Байтерек
- Петровка — Карасаз
- Победа — Женис
- Подгорное — Кумарык
- Политотдел — Коктал
- Пригородное — Сулутор
- Ргайты — Ногайбай
- Рисороб — Какпатас
- Рисполе — Байтерек
- Ровное — Бурыл
- Самсоновка — Куренбель
- Свеклосовхоз — Талас
- Свердлово — Ботамойнак
- Славное — Арал
- Совтрактор — Коныртобе
- свх. им. Чапаева — Тегистик
- Талды-озек — имени Кылышбай Ержанулы
- Тельмана — Жаксылык
- Туркестан — Ашира Буркитбаева
- Успеновка — Беткайнар
- Успеновка — Коныртобе
- Ушарал — Абилда
- Фурмановка — Мойынкум
- Фрунзе — Жакаш
- Чапаево — Шахан
- Чёрная Речка — Карасу
- Шаповаловка — Буденовка — Акжар — Туймекен
- Шубаргаш — Имени Рысбека батыра
- Юрьевка — Карасу
- Юсуповка — Бакалы
- Юсуповка — Коктас
- Ясная Поляна — Береке — Акбастау

## Западно-Казахстанская область
- Каменский район — Таскалинский район
- Чапаевский район — Акжаикский район
- Урдинский район — Бокейординский район
- Фурмановский район — Жалпакталский район
- Зеленовский район — Байтерекский район
- 3-я ферма свх. Аккозинский — Жалгызагаш — Бесоба
- Августовка — Майтубек
- Александров — Достык
- Антоново — Атамекен
- Астраханкино — Аккайнар
- Бакаушино — Акжол
- Балаган — Жанатан
- Барановка — Самал
- Батурино — Аксуат
- Бахирево — Ушкудук
- Беленькое — Аккутир
- Белогор — Актау
- Белугино — Оркен
- Березин — Кайынды
- Биринши Май — Саралжын
- Богатырево — Болашак
- Болдырево — Уштобе
- Большевик (Жанибекский р-н) — Жигер
- Большевик (Бокейординский р-н) — Жиеккум
- Вавилино — Бастау
- Верхневологино — Алгабас
- Владимировка — Аксу
- Витебск — Бесколь
- Ворошилово — Карасу
- Ворошилово — Кандыозек — Ушагаш
- Восход — Аксогым
- Горбуново — Жанажол
- Горячкино- Мойылды
- Григорьевка — Кентубек
- Димитрово — Ниязбек
- Долинское — Тонкерис
- Донецк — Таксай
- Ермольчево — Еменжар
- Жамбыл — Жетибай
- Жданово — Жанадым — Тамды
- Железново — Атамекен
- Жемшин — Тогайлы
- Зерновая — Аманат
- им. Калинина — Теренкудык
- им. Кирова — Саралжын
- им. Энгельса — Беспишен
- Искра — Уялы
- Искра — Сасай
- Кайсацкая — Камысты
- Каленый- Акбулак
- Калинин — Табынбай
- Калинино — И. Жумаев
- Калмыково — Тайпак
- Каменка — Таскала
- Карманово — Кыркопа
- Карпово — Тындала
- Кзылту — Аксай
- Ким — Бактыарал
- Киров — Караганды
- Кирово (Таскалинский р-н) — Алмалы
- Кирово — Бесоба
- Кирово — Аякколь — Кособа
- Кировский гидроузел — Тоган
- Кожехарово — Жанабулак
- Коминтерн — Шагырлой
- Константиновка — Аккудык
- Кордон — Бителеу
- Котельниково — Алмалы
- Котельниково (Байтерекский р-н) — Сырым батыр
- Красненький — Жигер
- Красногорское — Кызылоба
- Краснояр — Томпак
- Красный Свет - Акбидай
- Крутой — Ынтымак
- Крушино-канава — Жанааул
- Кузнецово — Бирлик
- Курайлысай — Жубана Молдагалиева
- Лебедевка — Сегизсай
- Ленино — Жарменке
- Ленинское — Мастексай
- Логашкин — Мерей
- Локтево — Косшогыл
- Лубен — Акшат
- Макарово — Карасай
- Марксизм — Торыатбас
- Мартыново — Оян
- Мергенево — Мерген
- Мирон — Жанатан
- Мокринское — Жанажол
- Молодёжное — Тамды
- Молочный — Акадыр
- Набережное — Асан
- Нехворощанка — Ворошиловка — Шолаксай
- Никонор — Кособа
- Новая Казанка — Жанаказан
- Новая Жизнь — Жана Омир
- Новенькое — Кайнар
- Новопетровка — Карагаш
- Облавка — Бумаколь
- Озерный — Болашак
- Октябрьский — Дуана
- Паника — Актау
- Первомай — Кабыршакты
- Первосоветское — Шалгай
- Погодаево — Бейбитшилик
- Подтяжки — Мереке
- Подхоз — Ыждагат
- Полтава — Ардак
- Порт-Артур — Акпатер
- Правда — Урысай
- Редут — Талдыколь
- Родник — Айнабулак
- Ростоши — Белес
- Русская Таловка — Ашысай
- Семиглавый Мар — Достык
- Свердлово — Жаксыбай
- Смычка — Арайлы
- Совхозное — Атамекен
- Сорочинко — Аккаин
- Социализм — Кемер
- Степной — Оркен
- Талап — им. Ж. Молдагалиева
- Таран — Бозай
- Тасмола — Акбулак
- Тельново — Тегисжол
- Тихонов — Каракудык
- Факеево — Сарыколь
- Факел — Жалын
- Федоровка — Теректи
- Феофаново — Жайык
- Фурманово — Достык
- Фурманово — Жалпактал
- Хамино — Аманат
- Харькино — Шабдаржап
- Цыганово — Егиндыбулак
- Чапаево — Коздыкара
- Чапаево — Тушикудук
- Чапово — Махамбет
- Чебаково — Кенжайлау
- Чеботарево — Курмангазы
- Черная Падина — Қараой
- Чернояров — Каражар
- Чесноков — Алмалы
- Чесноково — Сулуколь
- Чижа 1-я — Шежин 1-й
- Чижа 2-я — Шежин 2-й
- Чкалово — Бейбарс
- Шильная балка — Аккурай
- Шипово — Мерей
- Юлаево — Жолап

## Карагандинская область
- Ульяновский район — Бухар-Жырауский район
- 17 лет Октября — Жараспай
- Акшатау — Жарылгап батыр
- Аппаз — М. Жумажанова
- Баронское — Пушкино — Алгабас
- Батпактинское — Батпакты
- Бахтинское — Бакты
- Березняки — Кызылкайын
- Богучар — Шункырколь
- Вольское — Сарыозек
- Восточно-Коунрадский — Шыгыс-Конырат
- Восьмой аул — Сегизинши
- Донское — Куланотпес
- Дружба — Байдалы-би
- Дубовка — Караколь
- Жарык — посёлок Сакена Сейфулина
- Захаровка — Акмешит
- Зелёная Балка — Доскей
- Ивановка — Карима Мынбаева (аул)
- имени Тельмана — Энтузиаст — Ахметаулы
- Иртышское — Ертыс
- Казгородок — Кертинди
- Калининское — Акоре
- Карбушевка — Коктас
- Киевка — Нура (посёлок)
- Киргизия — Буркутты
- Кирово — Ушарал
- Колхозное — Ульяновский — Ботакара
- Комсомол — Берекеши
- Комсомольский — Карабулак
- Красный Кут — Ошаганды
- Красная Поляна — Ынтыман
- Водяновское — Крестовка — Сарыозен
- Крониловское — Батпак
- Кузнецк — Тогызкудук
- Кызылтасское — Кызылтас
- пос. № 5 — Литвинское — Есиль
- Миньковка — Байкадам
- Молодёжное — Акбулат
- Молодецкое — Жанаталап
- Морозовка — Уызбай
- Никольский — Сатпаев (город)
- Нов. Кронштадт — Акпан
- Новое — Карамола
- Новокарповка — Байсуат
- Новостройка — Тузды
- Озерное — Бухар-Жырау
- Озерное — Шашубай
- Октябрьский — Суыксу
- Оросительный — Бидайык
- отд. № 2 свх. им. Свердлова — Сарытобе
- Плаховка — Кантай
- Пригородное — Акжол
- Победа — Шалкар
- Подгорное — Акжол
- Покорное — Баймырза
- пос. № 6 — Октябрьское — Карагайлы
- Прогресс — Томар
- Пролетарское — Акбулак
- Пролетарское — Шешенкара
- Промышленный — Корганбай
- Просторное — Акой
- Путь Ленина — Байтуган
- Пушкино — Акбель
- Пятихатка — Казыкурт
- Рассвет — Караагаш
- Рассвет — Ынтымак
- Роднички — Топарколь
- Рыбинское — Косшокы
- Савельевка — 1 Мая
- Семеновка — Горный — Семеновка — Кобыкол
- Сергиопольское — Первое Мая
- свх. Индустриальный — Тассуат
- свх. им. Свердлова — Кокпекты
- свх. Ленинский — кх Айхан[2]
- свх. Нуринский — Изенды
- Скобелевка — Сункар
- Талдинка — Буркитты
- Токаревка — Габидена Мустафина
- Трудовое — Актас
- Хорошевское — Бельагаш
- Чапаево — Корпетай
- Черниговка — Кобетей
- Энтузиаст — Ахмет

## Кызылординская область
- 20 лет Казахстана — Мырзабай Акын
- 30 лет Казахской ССР — Муратбаев
- 50 лет Казахской ССР — им. Наги Ильясова
- Авангард — Абай
- Авангард — Акмая
- Айнаколь — Шаменов
- Акжол — им. Машбека Налибаева
- Аксай — Бухарбай Батыр
- Актив — Далабай
- Амангельды — Калжан Акын
- Аралсульфат — Жаксыкылыш
- Арыкбалык — с. им. Жанкожа батыра
- Бозколь — Туктибаев
- Гигант — Бидайколь
- Жанакала — Комекбаев
- Жданово — Аранды
- Жидели — Жанкожа Батыр
- Ильич — Акжарма
- Ирколь — с. им. И. Жакаева
- Казрис — Дасан
- Карла Маркса — Алдашбай Акын
- Кердели — с. им. H. Бекежанова
- Кирово — Еримбетжага
- Кирово — Махамбетов
- Кольарык — с. им. Актан батыра
- Коммунизм — Кожамберды
- Коммунизм — Бозколь
- Комсомольское — Кызылжарма
- Красная Звезда — Такырколь
- Кумжиек — Пиримов
- Кызылдикан — Малибаев О.
- Кызылжулдыз — Жосалы — Торебай Би
- Кызылту — Жалантос Батыр
- Кызылту — Токмаганбетов А.
- Кызылту — Ыбырай Жакаев
- Ленино — Куттыкожа
- Ленино — Турмагамбет
- Ленинск — Байконыр
- Новоказалинск — Айтеке би
- Октябрь — Бекарыстан Би
- Опытное — Кызылозек — Айнаколь
- Первое Мая — Жанаарык
- Плодоягодное — Алмалы
- Политотдел — Акжол
- Райспецхоз — Жансейит
- свх. Джамбула — Жаланаш
- Сырдарьинский — Кызылкайын
- Теликоль — Абдильда Тажибаев
- Тонкерис — Кодаманов Ш.
- Туркестанский — Кандоз
- Утренняя Заря — Таншапагы
- Чапаево — Актобе
- Энгельс — Жанажол

## Мангистауская область
- Мангышлакская область — Мангистауская область
- пос. Актаусский — Шевченко — Актау
- Джангильдино — Сарга
- Ералиев — Курык
- Кзыласкер — Сам
- Мангышлак — Мангистау
- Новый Узень — Жанаозен
- Октябрьское — Бостан
- Опорный — Боранкул
- Тельман — С. Шапагатова
- Узень — Кызылсай

## Костанайская область
- Кустанайская область — Костанайская область
- Семиозерный район — Аулиекольский район
- Убаганский район — Алтынсаринский район
- Джангельдинский район — Жангельдинский район
- Джетыгаринский район — Житикаринский район
- Орджоникидзевский район — Денисовский район
- Ленинский район — Узункольский район
- Камышинский район — Камыстинский район
- Комсомольский район — Карабалыкский район
- Боровской район — Мендыкаринский район
- Урицкий район — Сарыкольский район
- Николаевск — Кустанай — Костанай
- Джетыгара — Житикара
- Адаевка — Адай
- Аймагамбетово — Дзержинское — Аккарга
- Актобе — Майлин
- Актобе — Кишиколь
- Аксу — Карабатыр
- Аксу — Ески дала
- Александровка — Кулайгыр
- Ананьевка — Жарсуат
- Астраханка — Коржинколь
- Багалай — Жанакала
- Банновка — Жамбыл
- Барсуковка — Талдыагаш
- Белозёрка — Сарысу
- Белозёрка — Мерей
- Берёзовка — Каражар
- Богдановка — Ескижер
- Богославское — Саманы
- Бозторгай — Шубалан
- Большие Дубравы — Мендысай
- Валерьяновка — Донгелек
- Варваринка — Алтынжарма
- Веренка — Жасылагаш
- Вениаминовское — Молодёжное
- Викторовка — Тарановское — Айет
- Вильямсский — Теректы
- Вишнёвка — Аршалы
- Владимировка — Туйебагар
- Владыкинка — Болашак
- Волгоградское — Сураспан
- Ворошиловка — Аксу
- Всесвятское — Урицкий — Сарыколь (Костанайская область)
- Георгиевка — Сандыктау
- Герцено — Кенесары
- Глазуновка — Айсары
- Глебовка — Айдарлы
- Гришенка — Темиртас
- Дальнее —Бектас
- Демьяновка — Ленинское — Узунколь (Костанайская область)
- Диевка — Мырзаколь
- Димитрово — Танабай
- Докучаевка — Караменды
- Докучаевка — Аккайын
- Долбушка — Кайранколь
- Досовка — Кенесары
- Дружба — Достык
- Елизаветинка — Байшуак
- Ермаковка — Курайлы
- Жуковка — Бирлик
- Журавлёвка — Карабузау
- Зааятское — Кызылтомар
- Зареченка — Каракамыс
- Заринское — Енбекши
- Заря — Кунтизбе
- Зелёновка — Алгабас
- Зелёное — Карахобда
- Златоуст — Маргулан
- Знаменка — Шубарколь
- Зуевка — Жанаталап
- Иваноровное — Зейнеп
- имени Белинского — Кайындыколь
- имени Ворошилова — Новонаурзумский — Кожа
- имени Кирова — Иманбай
- имени Крупской — Кабырга
- имени Ломоносова — Каскат
- имени Майкутова — Молодёжный
- Казанское — Каргалы
- Камышное — Камысты
- Карасу — имени Ахмета Байтурсынова[3]
- Калиновка — Керемет
- Каменка — Когалыколь
- Карагайлы — имени Шокая
- Карагандинский — Орпек
- Керченский — Шокай
- Киевка — Зангар
- Клочково — Байтерек
- Ковыльный — Жалгызтал
- Кокчетавский — Целинное
- Комсомолец — Карабалык
- Комсомольский — Мереке
- Комсомольский — Шуркынколь
- Кондырмай — Казасалган
- Корниловка — Достай
- Котлаванное — Караоткель
- Кочержиновка — имени Аубакирова
- Кошевое — Тонкерис
- Кравцово — Достык
- Крамское — Карасу
- Крыловка — Атамекен
- Красногорский — Кызылтобе
- Красный Лесоруб — Калинино
- Красный Передовик — Арман
- Краснооктябрьский — Арка
- Красный Октябрь — Алтындала
- Красный Октябрь — Жанузан
- Кызылординское — Байгабыл
- Лоба — Отеген Батыр
- Лаврентьевка — Кендирли
- Ленинградское — Талдыбулак
- Лермонтово — имени Ильяса Омарова
- Лесное — Теренсай
- Лесной — Жергиликты
- Лысановка — Ондирис
- Львовка — Макат
- Люблинка — Акмаржан
- Лютинка — Каракорган
- Маковка — Ондирис
- Маршановка — Айткелен
- Мирный — Жарколь
- Мирный — Актас
- Миролюбовка — Еркиншилик
- Михайловка — Жаланаш
- Молодёжное — Жеткизбай
- Молокановка — Аксакал
- Моховое — Гейдар Алиев
- Надеждинка — Караоткель
- Наумовка — Шукубай
- Нововасильевка — Акмешит
- Новое — Бидайык
- Новониколаевка — Туркестан
- Новопавловский — Актобе
- Новосёловка — Орлеу
- Новостройка — Херсонский
- Носовка — Егемен
- Октябрьское — Тулгизди
- Октябрьское — Мерген
- Орджоникидзе — Денисовка (Костанайская область)
- Осиновка — Уйкескен
- Осиповка — Тиимды
- Очередное — Матросово — Актерек
- Павловский —Горняцкий
- Первомайское — Толыбай
- Первомайское — Бабатай
- Перцевка — Терисколь
- Песчанка — Ногайты
- Песчаное — Песчанка — Тырысай
- Подгорный — Оленды
- Покровка — Барикельды
- Половниковка — Тогызколь
- Приреченка — Мактас
- Приречное — Когалыколь
- Приречное — Жанаоткель
- Приречный — Ырсай
- Пушкино —Жайылма
- Рыбкино — Арнасай
- Рязановка — Жарконак
- Свободное — Актобе
- Светлое — Аксай
- Святославка — Шолактогай
- Севастополь — Кумшолак
- Семиозерное — Аулиеколь
- Сергеевка — Жолтас
- Славенка — Бестамак
- Смирновка — Шымыртас
- Сокол — Сункар
- Сосна — Жаршара
- Сосновка — Жулынгер
- Станция — Шеген
- Степное — Сурат
- Степное — Шырынколь
- Тавриченка — Кызылсуат
- Татьяновка — Маншук Маметова
- Тельмановский — Жанатурмыс
- Тиминское — Нурбулак
- Тимирязево — Курмансай
- Тимофеевка — Акмырза
- Трактовое — Азаттык
- Тучковка — Толе би
- Увальное — Караозен
- Успеновка — Караколь
- Фёдоровка — Мойынтау
- Федосеевка — Торткудук
- Фрунзе — имени Кошкарбаева
- Фурманово — Жаркайын
- Харьковка — Харьков
- Харьковское — Булаксай
- Цабелевка — Жанакайын
- Целинное — Карасуат
- Целинное — Сарлыктобе
- Целинный — Шобанколь — К. Тургымбаева
- Чапаево — Жаркайын
- Чапай — Косжан
- Черниговка — Чернигов
- Черняевка — Биртуган
- Чеховка — Коктерек
- Чкалова — Абу Сыздыкова
- Чкаловск — Молодёжное
- Шабанколь — Кабидолла Тургымбаев
- Шеминовка — Егиндыбулак
- Юбилейное — Милысай
- Южный — Карамырза
- Юльевка — Сулуколь

## Павлодарская область
- Краснокутский район — Актогайский район
- Лебяжинский район — Аккулинский район
- Качирский район — Теренкольский район
- XVIII Партсъезд — Ынтымак
- 25 лет Октября — Аульбек
- Абросимовка — Карабузау
- Авангард — Достык
- Алексеевка — Кундыколь
- Антоновка — Енбекши
- Артемовка — Бескепе
- Белешское — Жоломан
- Беловодск — Шубарат
- Белогорье — Коктобе
- Белоцерковка — Ильичевка — Казыкеткен
- Березовка — Актау
- Бобровка — Жанабет
- Великокняжеское — Алексеевка
- Ветловая Гора — Краснокутск — Актогай
- Владимировка — Степное
- Ворошиловградский — Спутник — Жанатурмыс
- Восточное — им. А. Баймульдина
- Грабово — Косагаш
- Григорьевка — Жана кала
- Грязновка — Казалы — М. Омарова
- Духовницкое — Аккудук
- Ермак — Аксу
- Жданово — Суатколь
- Жданово — Ленинградское — Приречное
- Жидковка — Сарышиганак
- Жуантобе — Жусупбека Аймауытова
- Западное — Кызылкак
- Заречное — Кызылжар
- Зелёная Роща — Жайылма
- Ивановка — Жалаулы
- им 1 мая — Жарылгап
- им. Чкалова — Муткеново
- К. Маркса — Жертумсык
- Казанский — Жумыскер
- Кайманчиха — И. Байзакова
- Карабура — Тимирязево
- Качиры — Кашыр — Теренколь
- Кенес — Айтим Ауылы
- Киприановка — Тимирязевка
- Кирово — Майлайсары
- Кирпичный завод — Кумсуат
- Степное — Коктобе — им. А. Маргулана
- Комаровка — Аккайын
- Комарицино — Каратогай
- Комсомольский — Шикилдак
- Котельниково — Косколь
- Краснокутский — Шолаксор
- Красный Яр — Кызылжар
- Кубань — Караой
- Куйбышево — Акжол
- Кутузово — Майконыр
- Лебединское — Утес
- Лебяжье — Акку
- Ленинградское — Приреченское
- Ленино — Айтей батыра
- Майск — Жанатан
- Муткенов — Естая
- Найдорф — Новая Деревня
- Никаноровка — Актайлак
- Николаевка — Мамбетколь
- Новоалексеевка — Жолболдык
- Новоивановка — Роте-Фане — Косагаш
- Новокузьминка — Жана Жулдыз
- Ожерельевка — Успенка
- Октябрь — Караоткель
- Октябрьское — Аульбек
- Орджоникидзе — Хасена Сейтказина
- Орловка — Кенгеуус
- Павловка — Конырозек
- Первое мая — Жарылгап
- Песчаное — Бесжах
- Печерск — На страже — Печерск — Теренсай
- Пограничное — Таскудык
- Прииртышское — Урлютюб
- Путь Ильича — Коктерек
- Пушкино — Агашорын
- Рассвет — Кожамжар
- Романовка — Маралды
- свх. им. Чапаева — Саты
- свх.10 лет КазССР — Каракудук
- свх. Западный — Кызылкак
- свх. Иртышский — Кзылжар
- свх. Казанский — Жумыскер
- свх. Кызылкураминский — Басколь
- свх. Лебяжинский — Шарбакты
- свх. Потанинский — Айнаколь
- свх. Пригородный — Уштерек
- свх. Спартак — Караоба
- свх. Целинный — Курколь
- свх. Южный — Южное — Куркели
- Северное — Сунтас
- Северное — Ертыс
- Сладководск — Селеты
- Сталино — Ленино — Акши
- Степное — Бориктал
- Стояновка — Енбекши
- Суворово — Узынсу
- Троицкое — Маркатай
- Тульское — Бескамыс
- Угольное — Жуантобе
- Усачево — Тортай
- Федоровка — Томарлы
- Ферма-2 — Победа — Акбетей
- Черемушка — Тайконыр
- Шевченково — Актайляк
- Экибастузский — Тортуй
- Южное — Капар

## Северо-Казахстанская область
- Кзылтуский район — Уалихановский район
- Володарский район — Айыртауский район
- Ленинградский район — Акжарский район
- Красноармейский район — Тайыншинский район
- Булаевский район — Район Магжана Жумабаева
- Бишкульский район — Кызылжарский район
- Целинный район — Район имени Габита Мусрепова
- Сергеевский район — Район Шал Акына
- Ленинский район — Есильский район
- Советский район — Аккайынский район
- 5 декабря — Береке
- Азия — Торангыл
- Альва — Алуа
- Альжанка — Альжан
- Ашанино — Трудовой — Куйбышевский — Новоишимский
- Баррикады — Кырымбет
- Батраки — Чапаево
- Бидайыкское — Бидайык
- Бирликское — Бирлик
- Бурлукское — Бурлык
- Верхний Бурлук — Жогаргы Бурлык
- Восточное — Егиндыагаш
- Гавриловка — Кокалажар
- Гартневка — Знаменское
- Горное — Жамбыл
- Дружба — Жарыккопа
- Ельтайский — Коктерек
- Жданово — Шоптыколь
- Знаменка — Пролетарка
- Западное — Нурымбет
- Западное — Токсан би
- Зелёная Роща — Бесколь
- имени Маленкова — Молодогвардейское
- имени Мичурина — Победа — Целинное
- Ишимское — Есиль
- Казгородок — Сырымбет
- Карагандинское — Караганды
- Карсаковка — Карсак
- Кенаши — Акана серэ
- Кзылту — Кишкенеколь
- Киевское — Киши Караой
- Кировка — Баймагамбета Изтолина
- Колосовка — Улгули
- Комсомольское — Аккудук
- Комсомольское — Узынколь
- Коммунизм — Баймырза
- Красное — Ногайбай
- Кривоозерное — Володарское — Саумалколь
- Кузбасс — Аксай
- Куйбышевский — Даут — Дауит
- Куртай — Ракитное
- Кызыласкер — Кумтоккен
- Кызылтусское — Кызылту
- Ленинградское — Акжар
- Ленино — Байшилик
- Ленино — Бике
- Ленино — Ы. Ыбраева
- Мадениет — Карасай батыра
- Майлагаш — Амангельды
- Манчжурка — Златогорка — Агантай батыра
- Махоровка — Киялы
- Менжинское — Кенащы
- Михаило-Николаевское — Тахтаброд
- Молодая Гвардия — Жас Улан
- Нижний Бурлук — Томенги Бурлык
- Новокрасновское — Мортык
- Найдорф — Аксары
- Наследниковка — Баян
- Озексай - Кузексай
- Озерное — Тлеусай
- Октябрь 2-й — Амандык
- Октябрьское — Аймак (Тайыншинский р-н.)
- Октябрьское — Узынжар (Район Шал акына)
- Оскен — Укили Ыбырай
- Пономаревский — Володарское
- Романовский хутор — Степное (Мамлютский район)
- Рыбинка — Тендык
- Севастопольское — Шункырколь
- Сейфуллино — Сейфолла
- Степной — Кобенсай
- Совхозное — Акжаркын
- Стахановка — Аралагаш
- Сухотинский — Красноармейск — Тайынша
- Толбухино — Тельжан
- Урожайный — Степное (р-н Габита Мусрепова)
- Узункольский свх. — Бастомар
- Фрунзе — Жанасу
- Фурмановка — Байтерек
- Херсонское — Каратерек
- Чаглы — Шагалалы
- Чапаевское — Кулыколь
- Чапаевское — Мерген
- Черниговское — Кондыбай
- Чехово — Акбулак
- Чистяковка — Алкатерек
- Элитное — Байтерек
- Ядренка — Целинное
- Якши-Янгистау — Жаксы Жалгызтау

## Туркестанская область
- Алгабаский район — Байдибекский район
- Кзылкумский район — Отрарский район
- Ленинский район — Казыгуртский район
- Бугунский район — Ордабасынский район
- Ленгерский район — Георгиевский район — Толебийский район
- 13 лет Казахской ССР — Карабау
- 15 лет Казахской ССР — Шапагат
- 15 лет Казахской ССР — Шырылдак
- 20 лет Казахской ССР — Акниет
- XXII Партсъезд — Куркелес
- XXII Партсъезд — Мадениет
- XXII Партсъезда — Атаконыс
- 30 лет Казахской ССР — Жанажол
- 30 лет Казахской ССР — Онимгер
- 40 лет Октября — Торткуль
- 40 лет Победы — Баянды
- 60 лет Казахской ССР — Егизкум
- 60 лет Казахстана — Костакыр
- 60 лет Казахстана — Акалтын
- 60 лет Октября — Казахстан
- 60 лет Октября — Сарыжылга
- 9 мая — Датка
- 3-й Интернационал — Бескетик
- Абай — Жалын
- Абай — Азат
- Азербайджан — Кольтоган
- Александровка — Достык
- Алексеевское — Ленинское — Казыгурт — Кыдыр Мамбетулы
- Аль-Фараби — Елконыс
- Амангельды — Жазыксай
- Амангельды — Алькена Оспанова
- Антоновка — Кершетас
- Багарное — Жайлауколь
- Белые воды — Аксукент
- Березовка — Береке
- Блинково — Тасарык
- Большевик — Зердели
- Будённое — Жабайытобе
- Ванновка — Т. Рыскулов
- Владимировка — Жиланды
- Вознесеновка — Тастумсык
- Воинка — Когалы
- Ворошилово — Коскудык
- Ворошиловское — Курманата
- Восход — Коссейит
- Второй Тюлькубас — Мантая Жаримбетова
- Высокое — Шакпак баба
- Гагарино — Гарышкер
- Галкино — Зертас
- Гвардейское — Мырзашол
- Георгиевка — Коксаек
- Глинково — Акбастау
- Горное — Капланбек — Кабыланбек
- Дзержинский — Нурмухамеда Есентаева
- Димитрово — Жиынбай
- Димитрово — Ораз ата
- Дорофеевка — Первомаевка — Бірінші Мамыр
- Достык — Жагажай
- Дружба — Шаттык
- Дружба народов — Халыктардостыгы
- Ермоловка — им. Б. Исаханова
- Енбекши — Кызылкум
- Енбекши — Корикты
- Жамбул — Жетикубыр
- Жанааул — Агынсай
- Жанадала — Шолпанкудук
- Жданово — Байдала
- Ждановское — Достык
- Железнодорожное — Темиржол
- Женис — Алпамыс
- Заветы Ленина — Сатпаева
- Ильинка — Кереит
- Ильич — Атакент
- им. Горького — Кендала
- им. Дзержинского — им. Нурмухаммеда Есентаева
- им. Жданова — Монтайтас
- им. Октябрьской Революции — Береке
- им. Попова — Караозек
- им. Терешковой — Мырзашол
- Интернационал — Жанаталап
- Интернациональное — Жолбарыса Калшораева
- Искра — Тулпар
- Калинино — Абибола
- Калинино 1 — Кокбулак
- Каратас — Шарапхана — Сарапхана
- Карис — Куришти
- Карл Маркс — Енкес
- Карла Маркса — Таубай ата
- Кармановка — Жогаргы Каскасу
- Кауфманское — Кирово — Майлыошак
- Киров — Акбулак
- Кирово — Казыбек би
- Кирово — Оргебас
- Кирово — Жибек жолы
- Кировский — Асыкатасело винсавхоз-Абай
- Кирпичное — Кемер
- Китаевка — Байдыбек ата
- Коктобе — Спатаево
- Коминтерн — Игилик
- Коммунизм — Караой
- Коммунизм — Байконыс
- Коммунизм — Алмалы
- Коммунизм — Ащысай
- Комсомол — Жалпаккум
- Комсомольское — Узыната
- Константиновка — Тоболино — Дербисек
- Корниловка — Жаскешу
- Красино — Дархан
- Красная Звезда — Абдихалык
- Красноводск — Мартобе
- Красное — Ынтымак
- Красный Авангард — Азамат
- Красный Боец — Балдыберек
- Красный Водопад — Саркырама
- Красный Луч — Бостандык — Хайдар
- Красный мост — Акшиганак
- Красный Октябрь — Шугыла
- Куйбышево — Акбиик
- Куйбышево — Туркебай
- Куйбышево — Жемисти
- Куйбышево — Атамекен
- Кызыласкер — Жетыказына
- Кызыласкер — Лесбек батыр
- Кызылту — Ынталы
- Кызыл Казахстан — Молыбая Оразалиева
- Лапшино — Тассай
- Ленина — Жаңатұрмыс
- Ленинжол — Молшылык
- Ленинжолы — Акжол
- Ленино — Аль-Фараби — Кокарал
- Ленино — Ырысты
- Ленинабад — Сырабат
- Леонтьевка — Жарынбас
- М. Горького — Аша
- Макталы — Мырзатобе
- Мамаевка — Кольтоган
- Маяк — Дикан
- Микоян — Ынтымак
- Минеральные воды — Жылы су
- Михайловка — Кошкарата
- Михайловка — Маятас
- Мичурин — Нурлыжол
- Мичурина — Майтобе
- Муратбаево — Дархан
- Национальное — Ушкопир
- Нестеровка — Кызылканат
- Ниж. Боралдай — Тайманова
- Николаевка — Ынтымак
- Новониколаевка — Жабаглы
- Новоселовка — Жанатурмыс
- Новостройка — Кызылкия
- Новостройка — Алатау
- Новый Путь — Арайлы
- Обручевка — Караспан
- Октябрьское — Каракум
- Опыт — Алтынбастау
- Орджоникидзе — Самбета Саттарова
- Орловка — Алмалы
- Панфилово — Акбулак
- Пахтазарибдар — Косбулак
- Первое Мая — 1 мамыр
- Первое Мая — Наурыз
- Первое Мая — Кокарал
- Первомаевка — Биринши Мамыр
- Первомайское — Алтынколь
- Первотугайное — Курбаната
- Плодовиноградное — Жузимдик
- Победа — Атамура
- Победа — Саркырама
- Победа — Оркенды
- Победа — Алаш
- Подгорное — Саркырама
- Покатиловка — Береке
- Политотдел — Акжол
- Правда — Азаттык
- Прибрежное — Алтын кемер
- Пригородное — Катынкопир
- Пригородное — Коштигерменти
- Притрактовое — Жибек Жолы
- Прогресс — Кокпарсай
- Прогресс — Туран
- Вишняки — Пролетаровка — Султанабад
- Путь Ильича — Мырзашокы
- Пушкино — Шоктас
- Садовое — Дикан
- Самсоновка — Акбулак
- Свердлово — Ииржар
- Сергиевка — Ынтымак
- Скреплевка — Бургулюк
- Славянка — Мырзакент
- Советабад — Гулистан
- Советское — Каратобе
- Советское — Комешбулак — Касымбек датка
- Социализм — Аден ата
- Соцкурылыс — Табысты
- Спутник — Бахыт
- Стахановка — Достык
- Степное — Акжар
- Степное — Отан
- Строительное — Бейбитшилик
- Тельманское — Жанаауыл
- Темирлановка — Темирлан
- Трудовосток — Трудовое — Танирбергена Жайлыбаева
- Успеновка — Алшалы
- Ушинское — Бакконыс
- Фабричное — Кызылжар
- Фогелевка — Рабат
- Фрунзе — Нурлытан
- Фрунзе — Акниет
- Целина — Тындала
- Целинное — Берекели
- Целинное — Тын
- Целинное — Нурлыжол
- Целинное — Кетебай
- Целинный — Жанадауир
- Чапаев — Биртилек
- Чапаева — Шарафкент
- Черноводск — Карасу
- Черняевка — Полторацкое — Жибек Жолы
- Чехова — Жетису
- Чимкент — Шымкент
- Чкалово — Сулубулак
- Чубаровка — Шубар
- Шавровка — Абай
- Шугыла — Коктобе
- Энгельс — Енбекши
- Энгельс — Каракур
- Энгельс — Нураул
- Юбилейное — Оркен
- Юбилейное — Жаушикум